# Narimane Mari
Narimane Mari (1969 en Argel ) es una cineasta franco-argelina.

## Trayectoria
La cineasta ha desarrollado su actividad laboral en varias agencias de comunicación en París como Canal+, Libération o France Soir y también en la televisión pública francesa. Ha formado parte de un proyecto para la creación de una galería de arte y para el desarrollo de una editorial de libros de artista. En 2006 funda en París Centrale Electrique y en 2010 en Argelia Allers Retours Films, ambas productoras especializadas en la generación de cine documental comprometido y de autor.
Entre sus colaboraciones se encuentran músicos como Cosmic Neman, Lori Schonberg y Quentin Rollet y su productora Central Electrique ha realizado proyectos audiovisuales para Hassen Ferhani, Djamel Kerkar, Nicolas Klotz, Elizabeth Perceval y Pawel Wojtasik, entre otros.

## Reconocimientos
Mari debutó en el cine en 2001 con la película L'arpenteur, por la que recibió el Premio Jean Vigo. En 2013 mostró Loubia Hamra (Alubias rojas, 2013), película que recibió varios premios y se presentó en numerosos festivales de cine incluido el Festival Internacional de Documentales de Copenhague (CPH:DOX) por el que recibió el Gran Premio del Festival. También en el  FID de Marsella recibió el Gran Premio de la Competición Francesa, el premio Renaud Victor y la mención especial de Marseille Espérance. Otro de los reconocimientos que ha obtenido ha sido el premio Overkill del Festival Images de Toronto.

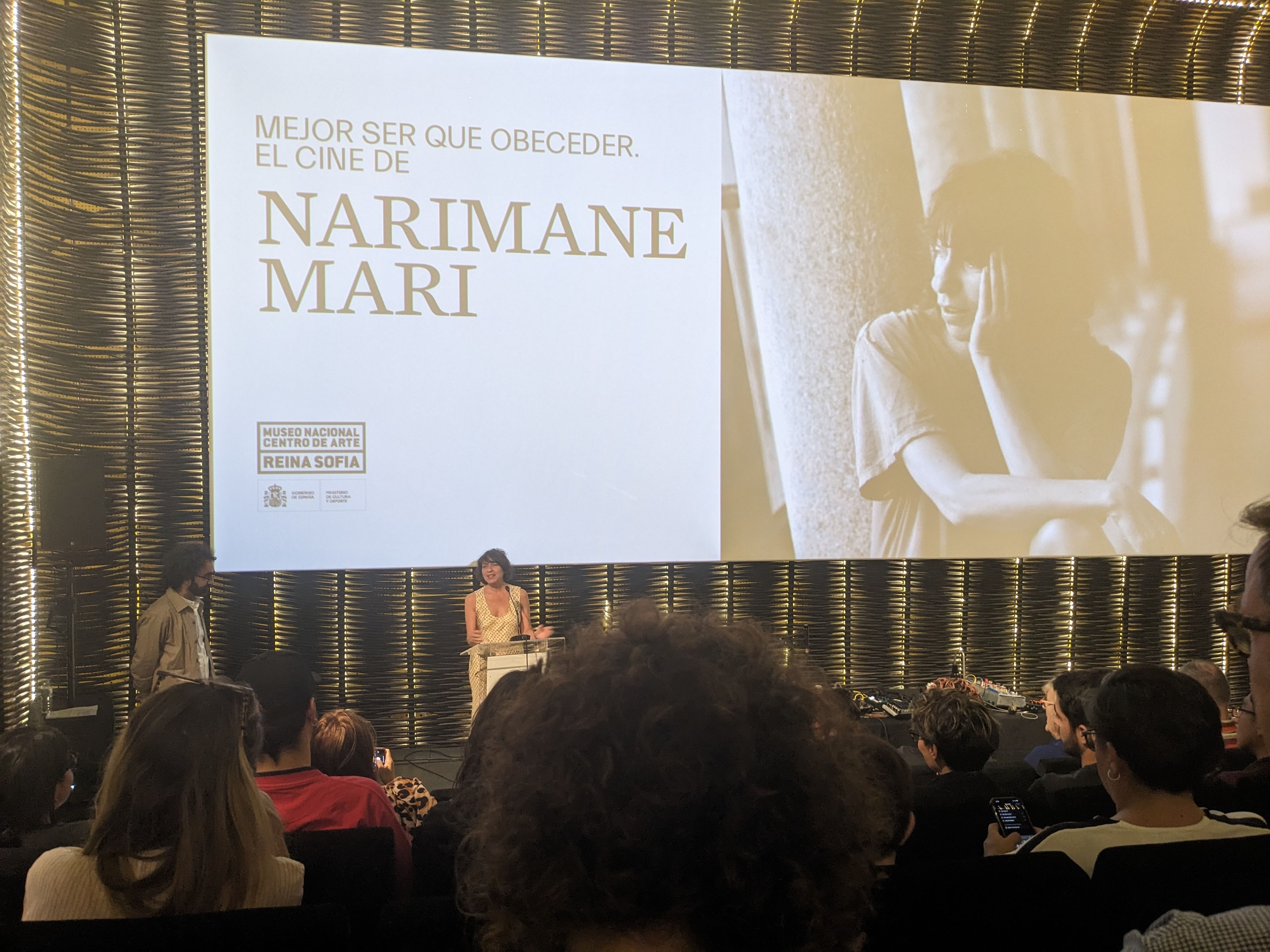
Narimani Mari en la retrospectiva de su obra en el Museo Nacional Centro de Arte Reina Sofía en 2023.

En 2015 se proyectó en el Centre Georges-Pompidou la película La vie Courante. La videoinstalación Le fort des fous (El fuerte de los locos, 2017) se estrenó en el Festival de Locarno 2017 y en ese mismo año se mostró en la documenta 14 en el Ballhaus de Kassel. Su obra también ha formado parte de exposiciones en el MoMA y se ha visualizado también en el Festival de Cine de Turín (TFF), en el Festival de Cine de Nueva York  (NYFF) , la Viennale de Viena, y en el Festival Internacional de Cine de Mar del Plata en Argentina.
En 2023 el Museo Reina Sofía junto a Documenta Madrid dedicaron un ciclo de cine a Marimane Mari en el que pudo visualizarse el estreno internacional de S'il etait une fois (Si alguna vez, 2023). En el desarrollo de la actividad tuvieron lugar tres sesiones de música en directo y un coloquio con la propia artista. La retrospectiva se tituló Mejor ser que obecer haciendo referencia a un verso de Antonin Artaud de la cual la propia cineasta hace uso en su película Loubia Hamra.